# Neckarsulm

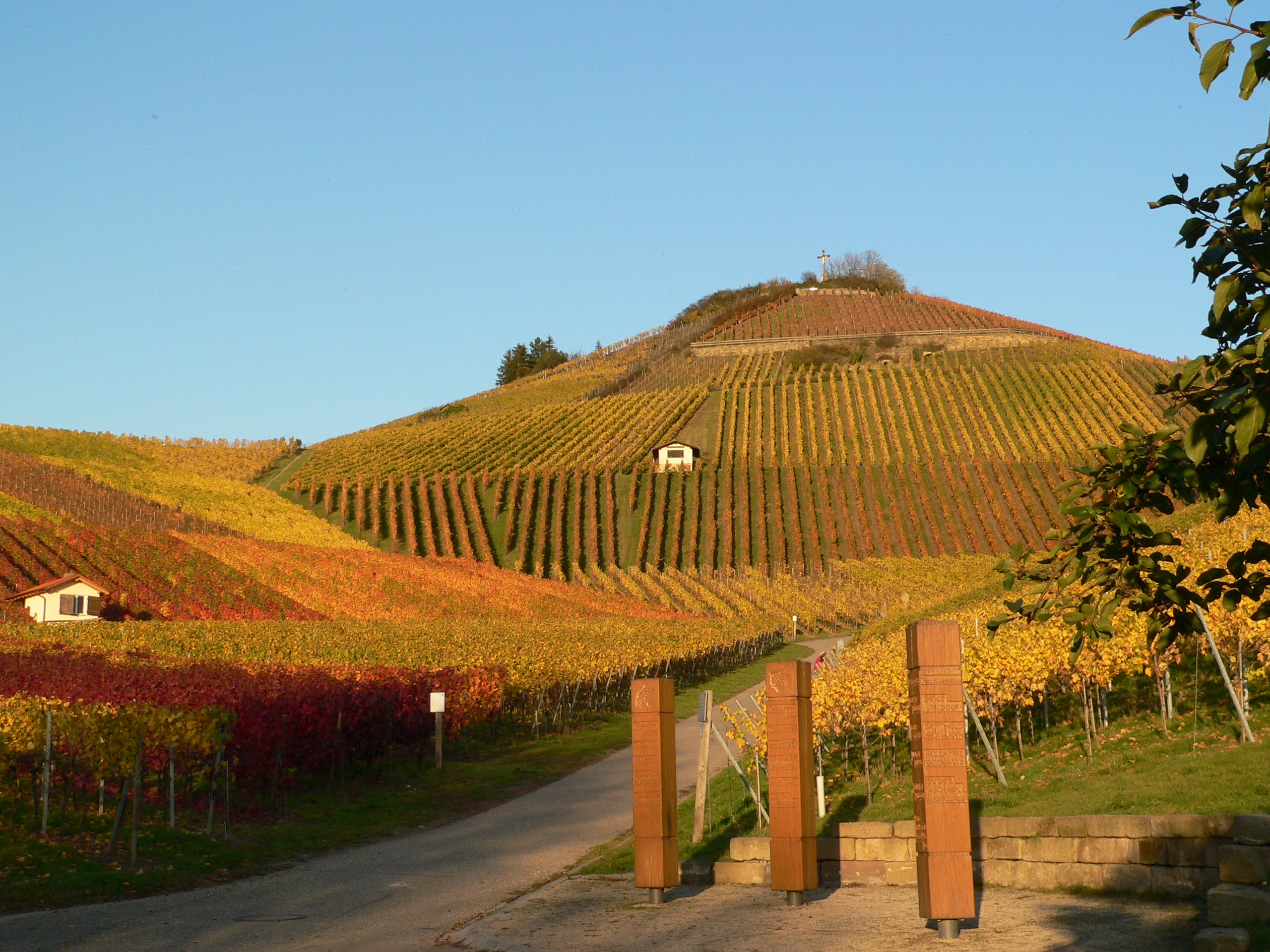
Vignoble du Scheuerberg

Neckarsulm (prononcez [nɛkarˈzʊlm] « nèkar'zoulm »  ) est une ville de Bade-Wurtemberg (Allemagne), située dans l'arrondissement de Heilbronn, dans la Région de Heilbronn-Franconie, dans le district de Stuttgart, près d'Heilbronn, au confluent du Neckar et de la Sulm.
Neckarsulm est, avec Ingolstadt, l'un des principaux sites de fabrication des voitures Audi, après avoir été celui des voitures et motos NSU, qui signifiait Neckarsulm Strickmaschinen Union.
La ville est aussi le siège social de la société Lidl grande chaîne européenne de magasins de hard-discount.
Neckarsulm est bordée à l'Est par les vignobles du Scheuerberg.

## Histoire
| Appartenances historiques Électorat de Mayence 1335-1484 Ordre Teutonique 1484–1806 Royaume de Wurtemberg 1806–1918 République de Weimar 1918–1933 Reich allemand 1933–1945 Allemagne occupée 1945–1949 Allemagne 1949–présent |

## Jumelage
- Carmaux (France)
- Bordighera (Italie)
- Grenchen (Suisse)
- Zschopau (Allemagne)
- Budakeszi (Hongrie)